# Caprese Michelangelo
Caprese Michelangelo (Caprese in dialetto locale) è un comune italiano di 1 317 abitanti della provincia di Arezzo in Toscana.

## Geografia fisica
- Classificazione sismica: zona 2 (sismicità medio-alta), Ordinanza PCM 3274 del 20/03/2003
- Classificazione climatica: zona E, 2641 GR/G
- Diffusività atmosferica: media, Ibimet CNR 2002

## Storia
Le prime testimonianze della presenza del castello di Caprese sono riferibili al 1082 quando apparteneva ai signori di Galbino, sebbene il toponimo Caprese è presente già in un documento del 1011. La tradizione fa risalire le sue origini al periodo delle lotte tra Longobardi e Bizantini. Nel 1104 il castello fu ceduto ai Camaldolesi insieme a tutto il suo distretto.
Per tutto il Medioevo la proprietà del castello fu contesa a causa della sua posizione strategica, passando nelle mani di Arezzo nel 1226 e dei Guidi di Romena nel 1260.
Nel 1324 l’esercito di Arezzo, capeggiato da Pier Saccone, fratello del vescovo Guido Tarlati, assediò la rocca e dopo tre mesi la conquistò. Dopo altri decenni sotto Arezzo, e una breve parentesi sotto Perugia, nel 1384 la comunità di Caprese si sottomise a Firenze, che vi istituì una Podesteria.
In questo piccolo comune il 6 marzo 1475 nacque l'insigne artista Michelangelo Buonarroti, di cui il comune porta il nome dal 1913.
I secoli successivi sono caratterizzati dalla decadenza del castello, che in diverse testimonianze è descritto come in rovina e disabitato. Lo stato di abbandono terminò nella seconda metà del XIX secolo con la scoperta dell’atto di nascita di Michelangelo Buonarroti, a cui seguirono numerosi interventi di restauro e la creazione del primo "museo michelangiolesco", ora denominato Museo Casa Natale di Michelangelo Buonarroti.
Al plebiscito del 1860 per l'annessione della Toscana al Regno di Sardegna i "sì" non ottennero, anche se per poco, la maggioranza degli aventi diritto (226 su totale di 464), sintomo dell'opposizione all'annessione.

### Simboli
Il simbolo della capra d'argento che sale il fusto di una quercia o castagno, onde mangiarne le foglie, fu adottato nel 1324 quando Caprese si sottomise dopo un lungo assedio a Guido Tarlati vescovo di Arezzo, sostituendo lo stemma dei Conti di Romena, che per 60 anni avevano dominato la Valle del Singerna. Il secondo partito, ispirato al blasone dei Buonarroti, venne aggiunto nel 1913 quando al nome di Caprese fu aggiunto quello di Michelangelo, in onore del grande artista.
Il gonfalone è un drappo di rosso.

## Monumenti e luoghi d'interesse

### Architetture religiose
- Chiesa di San Giovanni Battista
- Eremo La Casella
- Chiesa di San Cristoforo a Monna
- Chiesa di San Paolo
- Pieve dei Santi Ippolito e Cassiano
- Abbazia di San Martino a Tifi

## Società

### Evoluzione demografica
Abitanti censiti

### Etnie e minoranze straniere
Secondo i dati ISTAT al 31 dicembre 2009 la popolazione straniera residente era di 158 persone. Le nazionalità maggiormente rappresentate in base alla loro percentuale sul totale della popolazione residente erano:
- Regno Unito 56 3,50%
- Albania 30 1,87%

## Cultura

### Biblioteche
- Biblioteca Michelangiolesca

### Musei
- Castello di Caprese - Museo Casa Natale di Michelangelo Buonarroti
- Museo dell'acqua e del mulino, ora non più attivo.

### Cucina
La castagna nella varietà Marrone è il prodotto tipico del territorio. Nel 2010 il Marrone di Caprese Michelangelo ha ottenuto la Denominazione di Origine Protetta.

## Amministrazione
Di seguito è presentata una tabella relativa alle amministrazioni che si sono succedute in questo comune.
| Periodo          | Periodo          | Primo cittadino     | Partito                                   | Carica  | Note   |
| ---------------- | ---------------- | ------------------- | ----------------------------------------- | ------- | ------ |
| 21 giugno 1985   | 26 maggio 1990   | Pier Luigi Serafini | Partito Socialista Italiano               | Sindaco | [ 12 ] |
| 26 maggio 1990   | 22 febbraio 1993 | Pier Luigi Serafini | Partito Socialista Italiano               | Sindaco | [ 12 ] |
| 27 febbraio 1993 | 24 aprile 1995   | Antonio Acquisti    | Partito Democratico della Sinistra        | Sindaco | [ 12 ] |
| 24 aprile 1995   | 14 giugno 1999   | Antonio Acquisti    | Partito Democratico della Sinistra        | Sindaco | [ 12 ] |
| 15 giugno 1999   | 14 giugno 2004   | Daniele Del Morino  | centro                                    | Sindaco | [ 12 ] |
| 14 giugno 2004   | 8 giugno 2009    | Daniele Del Morino  | centro                                    | Sindaco | [ 12 ] |
| 8 giugno 2009    | 26 maggio 2014   | Filippo Betti       | lista civica                              | Sindaco | [ 12 ] |
| 26 maggio 2014   | 6 maggio 2017    | Paolo Fontana       | lista civica Rinnovamento per Caprese     | Sindaco | [ 12 ] |
| 10 maggio 2017   | 10 giugno 2018   | Alessandra Dori     | lista civica Rinnovamento per Caprese     | Sindaco | [ 12 ] |
| 10 giugno 2018   | 15 maggio 2023   | Claudio Baroni      | lista civica Noi per Caprese Michelangelo | Sindaco | [ 12 ] |
| 15 maggio 2023   | in carica        | Marida Brogialdi    | lista civica Uniti per Caprese            | Sindaco | [ 12 ] |